# Henri Rivière (militaire)
Pour les articles homonymes, voir Henri Rivière et Rivière (homonymie).
Henri Laurent Rivière, né à Paris le 12 juillet 1827 et mort à Hanoï le 19 mai 1883, est un officier de marine et homme de lettres français.
Il se distingue au Tonkin lors de la conquête de Hanoï le 25 avril 1882 puis de Nam Dinh le 27 mars 1883. Encerclé dans Hanoï par les pavillons noirs, il est tué le 19 mai 1883 au cours d'une sortie à Cau Giay (en). L'aventure de Rivière au Tonkin est à l'origine des événements qui, en quelques années, voient la domination française s'étendre au-delà de la Cochinchine à l'ensemble de l'Indochine.

## Biographie

### Premiers conflits
Né à Paris, il est d'une famille originaire d'Elbeuf. Entré à l'École navale en octobre 1842, il est promu lieutenant de vaisseau en 1856, capitaine de frégate en 1870 et capitaine de vaisseau en 1880.
Sa première affectation à bord de la Brillante est pour le Pacifique, en 1847 il passe à la division navale des Mers du Sud sur la Virginie puis cinq années à bord du Iéna, navire de 110 canons, du Labrador et du Jupiter de l'escadre de Méditerranée. 
Il fait la Guerre de Crimée en servant à bord du Ouranie, puis du Suffren, de la Bourasque avant de finir sur le Montebello. 
Lorsqu'éclate la campagne d'Italie, il est à bord de la Reine Hortense.
Lors de l'Expédition du Mexique il sert sur le Rhône puis sur le Brandon. 
En 1870, il est officier en second sur la Thétis et participe à la Guerre franco-allemande dans l'Escadre française de la Baltique.

### En Nouvelle-Calédonie
En 1876, avec l'aviso La Vire, il est affecté à la division navale de Nouvelle-Calédonie. Il assiste à l'insurrection canaque de juin 1878 et il est tout de suite plongé au cœur de l'action. Il prend le commandement des troupes après la mort du colonel Gally-Passebosc. Depuis son quartier général de Fonwhary, il commande la répression dans la région d'Ourail (La Foa). Au cours d'une de ces opérations, menée avec l'aide des auxiliaires canaques de Canala, le chef rebelle Ataï est tué. Mais la traque se poursuit jusqu'aux redditions du début de l'année 1879, Rivière ayant fait savoir aux révoltés que ceux qui se rendraient auraient la vie sauve.

### Au Tonkin

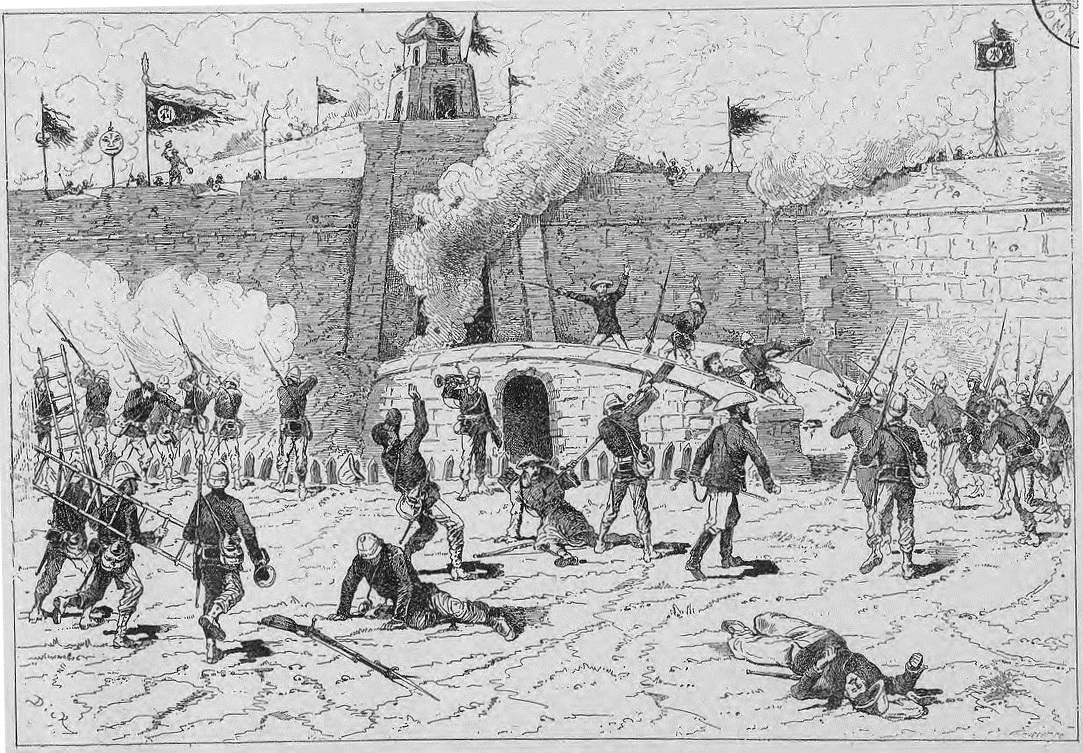
Le commandant Rivière entrant à Nam Dinh à la tête de ses hommes (gravure de 1888).

En 1881, à la suite de la non-exécution par l'Annam des clauses du traité de Saïgon du 15 mars 1874, le ministre de la Marine, Bernard Jauréguiberry, décide d'envoyer un petit corps expéditionnaire au Tonkin, commandé par Henri Rivière. Comme Francis Garnier en 1873, il outrepasse sa mission et mène la conquête de Hanoï le 25 avril 1882. Le 27 mars 1883, il prend Nam Dinh (en). En mai, les pavillons noirs encerclent Hanoï et Rivière est tué le 19 mai 1883 au cours d'une sortie à Cau Giay (en).
La mort de Rivière renforce la détermination du gouvernement de Jules Ferry à consolider le protectorat français au Tonkin. La nouvelle de la défaite et de la mort de Rivière parvient à Paris le 26 mai. La Chambre des députés vote immédiatement un crédit de trois millions et demi pour financer l'envoi d'un fort corps expéditionnaire au Tonkin. L'aventure de Rivière au Tonkin est à l'origine des événements qui, en quelques années, voient la domination française s'étendre au-delà de la Cochinchine à l'ensemble de l'Indochine.

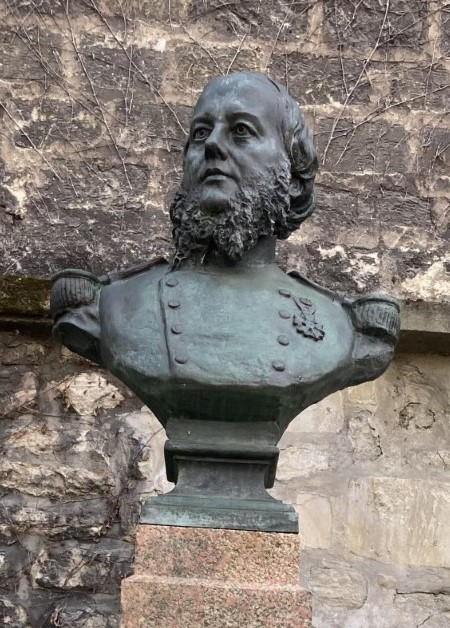
Buste du commandant Rivière (sur sa tombe au cimetière de Montmartre).

Son corps est rapatrié à Paris et inhumé au cimetière de Montmartre, en 1885.

## L'écrivain
Henri Rivière est l'auteur de poèmes, romans, pièces de théâtre et souvenirs ainsi que de deux ouvrages sur l'Histoire de la marine. Il est également correspondant du journal La Liberté et collabora à la Revue des deux Mondes.

## Décorations
- Officier de la Légion d'honneur (30 juillet 1878)[3]

## Honneurs et postérité

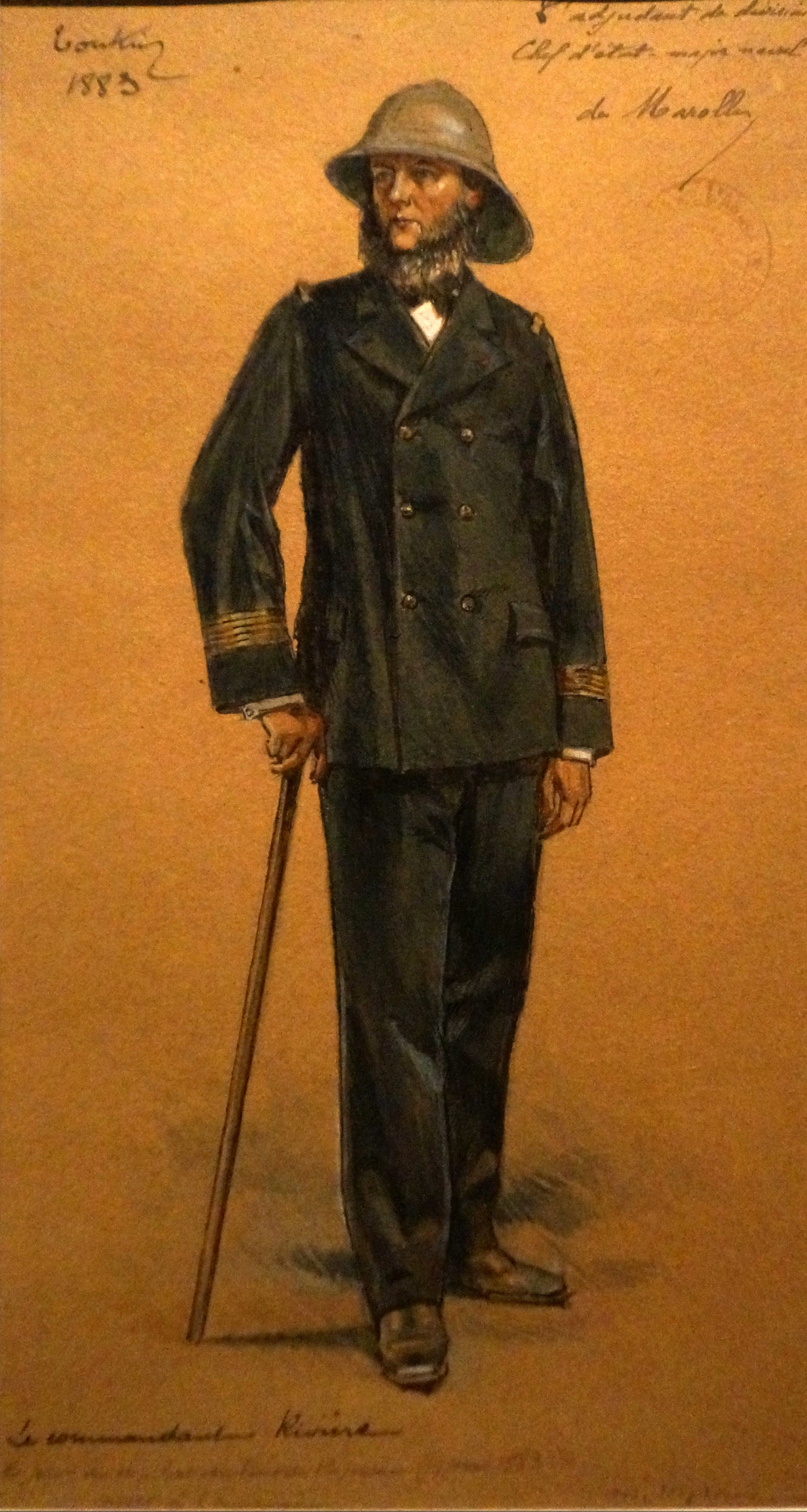
Le commandant Rivière en 1883.

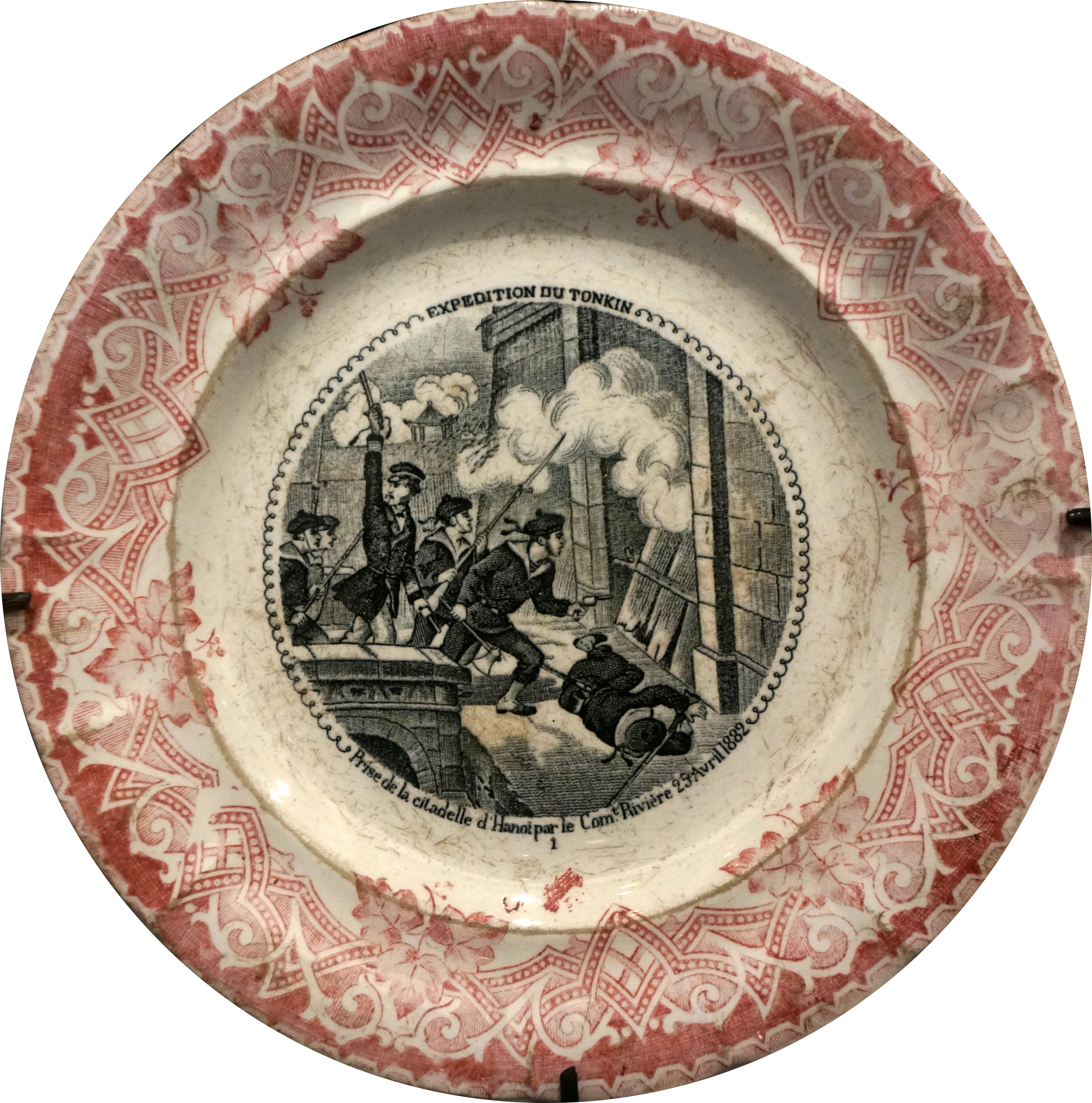
Assiette Expédition du Tonkin et Prise de la citadelle de Hanoï par le commandant Rivière 25 avril 1882, Musée national de la Marine, Toulon

Cinq bâtiments de la Marine nationale ont porté le nom de Henri Rivière :
- Une chaloupe canonnière à roues Henri Rivière (1884-1897)
- Un ponton Henri Rivière (1900-1910)
- Un contre-torpilleur de 800 tonnes Commandant Rivière (1912-1933)
- Un aviso-dragueur Commandant Rivière (1936-1942)
- Un aviso-escorteur Commandant Rivière (1957-1992)

Des voies de plusieurs villes françaises portent son nom :
- Rue du Commandant-Rivière à Paris
- Rue Commandant-Rivière à Nantes
- Bois-Colombes
- Colombes
- Lorient
- Nevers
- Puteaux
- Rouen
- Saint-Maur-des-Fossés
- Suresnes
- Toulon
- La Varenne-Saint-Hilaire
- Villeurbanne

## Principales publications
- Loisirs de voyage (1852)
- Histoire maritime de France au dix-huitième siècle (2 volumes, 1855)
- 1860
  - Pierrot
  - Caïn
  - L'envoûtement (ca 1860)
- La Main coupée (1862)
- 1863
  - La Possédée
  - Le Colonel Pierre
  - La Seconde vie du Dr Roger
- 1865
  - Les Méprises du cœur
  - Les Voix secrètes de Jacques Lambert
  - Terre et mer
  - Les Visions du lieutenant Féraud
  - Le Rajeunissement
- Le Cacique, journal d'un marin (1866)
- 1867
  - Le Meurtrier d'Albertine Renouf
  - Les Derniers jours de Don Juan
- 1868
  - Les Derniers marins du règne de Louis XIV
- 1869
  - La Grande marquise
  - Le Cte d'Arbray
  - Le Cirque Gory
- 1872
  - Mademoiselle d'Avremont
  - Monsieur Margerie
- 1874
  - La Faute du mari
  - Madame Herbin
- 1875
  - Aventures de trois amis
  - Philippe
- 1877
  - Edmée
  - Le Châtiment
  - Flavien
- 1880
  - Le Roman de deux jeunes filles
  - Souvenirs de la Nouvelle-Calédonie. L'insurrection canaque
- La Marine française au Mexique (1881)
- 1882
  - Le Combat de la vie. La Jeunesse d'un désespéré
  - Le Combat de la vie. Les Fatalités
  - Le Combat de la vie. Mme Naper
- 1886
  - La Marquise d'Argantini
  - Édith
  - Madame de Ferlon

Théâtre
- La Parvenue, comédie en 4 actes, Paris, Théâtre-Français, 30 août 1869
- Berthe d'Estrée, comédie en 3 actes, Paris, Théâtre du Vaudeville, 21 octobre 1874
- Monsieur Margerie, pièce en 1 acte, Paris, Théâtre du Vaudeville, 11 mars 1875

Correspondance
- Armand Rivière, L'expédition du Tonkin: les responsabilités, ed. E. Bloch, 1885

## Sources et bibliographie
- Charles Baude de Maurceley, Le commandant Rivière et l'expédition du Tonkin, P. Ollendorff, 1884
- Hippolyte Gautier, Les Français au Tonkin, 1787-1886, Challamel ainé, 1887
- Émile Duboc, La Mort héroïque du commandant Rivière, Paris, H. Gautier, 1897
- André Masson (préf. Paul Boudet), Correspondance politique du commandant Rivière au Tonkin (avril 1882-mai 1883) : Publiée avec une introduction et des notes, Éditions d'art et d'histoire, 1933
- Luc Legeard, Souvenirs de la Nouvelle-Calédonie du Commandant Henri Rivière - Édition commentée et annotée de l’ouvrage, Éditions L’Harmattan, Paris, 2009
- Louis de Marolles, La Dernière Campagne du commandant Rivière 1881-1883 souvenirs pars le Vice-Amiral de Marolles..., Paris, Plon, 1932